# Стефан II Милутин
Стефан Урош II Милутин е сръбски крал от династията Неманичи, управлявал от 1282 до 1321. По негово време сръбската държава постига значително териториално разширение в Северна Македония и северозападните български земи (Браничево).
Закрилник и дарител на православната църква приживе, след смъртта си Стефан Милутин е обявен за светец. Мощите му се съхраняват в църквата „Света Неделя“ в София.

## Потекло и издигане
Стефан Милутин е втори син на крал Стефан Урош I (1243 — 1276) и кралица Елена Анжуйска, която е роднина на неаполитанския крал Карл I Анжуйски (1266 - 1285) и според хипотези издънка на френската кралска династия и фамилията Куртене.
През 1282 година крал Стефан Драгутин – по-големият брат на Милутин – чупи и трайно уврежда крака си при инцидент. На събор в Дежево сръбските първенци издигат за крал Милутин. В замяна Драгутин получава градове в поречието на Западна Морава и други владения. Въпросът кой ще управлява след Милутин (дали неговият или Драгутиновият син) не е уреден и става причина за продължителни междуособици.

## Войни и договори

### Завоевания в Македония
Крал Стефан Милутин започва управлението си с поредица от походи дълбоко във византийските владения в Македония, достигайки Христопол и Света гора. Сърбите повеждат война срещу Византия като съюзници на неаполитанския крал Карл Анжуйски в опита му да възстанови Латинската империя, но я продължават дълго след провала му. Възползвайки се от отслабването на византийците след смъртта на император Михаил VIII Палеолог, между 1282 и 1284 година Милутин завладява трайно Скопие и редица области и градове – Горни и Долни Полог, Овче поле, Пиянец, Кичево, Дебър.

### Война с Браничевското и Видинското княжество
През 1291 година крал Стефан Милутин помага на брат си Драгутин (владетел на Белград и областта Мачва от името на унгарския крал) да се справи с последните български владетели на Браничево и областта Дърман и Куделин. Това го вкарва в конфликт с владетеля на Бдин – Шишман (бащата на по-късния търновски цар Михаил III Шишман). С татарски войски през 1292 година Шишман плячкосва Милутиновите владения до Ипек. В отговор Милутин завладява Бдин, но по-късно се помирява с бдинския владетел и му връща града, за да не предизвика отмъщението на сюзерена на Шишман – татарския хан Ногай. За да умилостиви Ногай, Милутин му праща дарове и заложници – сина си Стефан Урош (известен по-късно като Стефан Дечански) и сръбски боляри. След смъртта на Ногай (1299 година) Видинското княжество изпада в дълготрайна зависимост от сръбския крал.

### Отношения с Търновското царство
В търсене на съюзник срещу Византия, през 1284 година Стефан Милутин се обръща към търновския цар Георги I Тертер. Антивизантийският съюз е скрепен с брак между сръбския крал и дъщерята на българския цар Анна Тертер, но не се материализира, поради татарския натиск върху България.
През 1298 година вдовицата на цар Смилец се обръща към Стефан Милутин с предложение за нов съюз и брак, но по това време сръбският владетел вече е решил да се помири с Византия и отхвърля българските пратеници.

### Мирен договор с Византия
През 1299 година крал Милутин слага край на войната с Византия. Сръбско-византийската граница е прокарана покрай Струмица, Щип, Прилеп и Охрид, които остават във византийски ръце. Мирният договор е скрепен с женитба на Милутин за дъщерята на император Андроник II – 5-годишната Симонида. Венчанието е извършено от охридския архиепископ Макарий, а не от представител на Цариградската църква.
Освен северна Македония, държавата на Стефан Милутин обхваща и Велбъжд и Знеполе. Кралската му резиденция е в Скопие.

### Междуособици
През 1301 година властелите, недоволни от прекратяването на походите срещу Византия, въстават срещу крал Милутин в полза на брат му Драгутин. Междуособната борба продължава 11 години, докато Драгутин е принуден да се подчини.
През 1314 срещу Милутин въстава синът му Стефан Дечански, който владее областта Зета. Кралят излиза победител и от тази междуособица.

### Война с Унгария
След 1316 година, след смъртта на Драгутин, крал Милутин залавя сина му Владислав, елиминирайки го като претендент за сръбската корона, и завладява владенията на брат си, включително части от Унгарското кралство – Мачва и Белград. До 1319 унгарският крал Карл Роберт успява да отвоюва тези земи. Милутин си запазва останалите владения на Драгутин (Рудник, Арилие, Браничево).

### Протосеваст Стефан Драговол-Хрельо
Протосеваст (и кесар) Стефан Драговол - Хрельо е средновековен властел от българските земи на служба като васал при крал Стефан Милутин, както и при крал Стефан Дечански и крал, впоследствие цар, Стефан Душан. Благодарение на него Рилската обител е съградена на днешното ѝ място, където тя става символ и хранител на българщината през вековете на османското владичество. До ден днешен е запазена величествената Хрельова кула като най-стара постройка в центъра на манастирския комплекс. Хрельо е прототип на Рельо Шестокрили в българския юнашки епос.
Около 1325 г. Стефан Драговол-Хреля, довел свои хора да плават (премиват) желязна руда около днешното село Рельово по поречието на река Палакария. Те се настанили в местността между доловете „Маклища“ и „Стакев дол“. Хрельовите хора образували малко селище, което нарекли на името на своя господар – „Хрельово“.

## Бракове
Стефан Милутин се жени пет пъти. През 1282 или 1283 година се разделя с първата си съпруга (неизвестна по име), за да се ожени за дъщерята на севастократор Йоан Ангел, господар на Тесалия. Малко по-късно взима за съпруга унгарката Елизабет Арпад (сестра на кралица Катарина, жената на Драгутин). През 1284 година се жени за Анна Тертер, дъщеря на българския цар Георги I Тертер. Петнадесет години по-късно Стефан Милутин разтрогва и този брак, за да се ожени за византийката Симонида.
Известни са четири деца на крал Стефан Милутин – Стефан Урош (сръбски крал през 1322 – 1331), Константин, Зорица и Анна Неда (българска царица, съпруга на цар Михаил III Шишман).

## Рударство
Стефан Милутин развива добива на сребро повече от сръбските владетели преди него. Във владенията му се експлоатират 7 мини. Една от тях, край град Ново бърдо се превръща в най-доходоносната сребърна мина на Балканите.
Милутин използва добитото сребро, за значителни емисии монети, с които копира венецианските, но с по-малко сребърно съдържание за по-голяма печалба. С придобитото от мините богатство издържа наемните войски и духовенството, които крепят властта му.

## Творчество
Две негови кралски грамоти влизат в Обща хилендарска грамота на Стефан II Милутин и Стефан Душан.

## Ктитор и светец
Крал Стефан Милутин се изявява като покровител на църквата. По негова заповед и с негови средства са построени или обновени десетки църкви и манастири. Най-известни, запазени и до днес, са Богородица Левишка, Грачаница и Банска – построена от краля като негово лобно място. По времето на Милутин е издигната и църквата на Света Богородица в Хилендарския манастир.
След смъртта му на 29 октомври 1321 година Стефан Милутин е канонизиран от православната църква. Погребан е в манастира Банска. По време на османското нашествие мощите му са пренасяни неколкократно – първо в Трепча, а към 1460 година в София. Днес се съхраняват в църквата „Света Неделя“.
Култът към Стефан Милутин („Свети Крал“) е широко разпространен в западните български земи през XVIII и XIX век почти до края на Османското владичество. Показателни за това са изображенията му в Девичия манастир „Покров Богородичен“ и Бельовата църква в Самоков.
През 2006 година Сръбската православна църква предявява претенции към мощите на Стефан Милутин. При официалното си посещение в София на 19 септември 2013 президентът на Сърбия Томислав Николич получава само парченце от дрехата на краля-светец.

## Галерия
- Мощите на Свети Крал Стефан Милутин
- Крайниците на мощите на Свети Крал Стефан Милутин
- Мощите на Свети Крал Стефан Милутин — тролар

## Виж също
- Милтен (име)